# Jug (priimek)
Jug je 85. najbolj pogost priimek v Sloveniji, ki ga je po podatkih Statističnega urada Republike Slovenije na dan 31. decembra 2007 uporabljalo 1.434 oseb.

## Znani nosilci priimka
- Aleksandra Jug, novinarka
- Aleš Jug (*1969), gasilski strokovnjak (za požare), dr.
- Andrej (Janez?) Jug (1778—?), preroditelj, nabožni pesnik
- Anton Jug (1878—1943), slikar samouk
- Anton Jug, profesor, šolnik, kulturni organizator
- Avgust Jug (1899—1953), gradbeni inženir, prvoborec
- Ažbe Jug (*1992), nogometni vratar
- Bogdan Jug (*1964), športni padalec
- Borut Jug, zdravnik internist
- Boštjan Jug (*1968), fizik
- Donat Jug (1879—1952), sadjar, čebelar (frančiškanski frater)
- Gojko Jug (1921—2004), farmacevt, letalec?
- Guido Jožef Jug (1899—po 1937?), pisatelj, publicist v Argentini
- Hermina Jug-Kranjec (1938—2007), literarna zgodovinarka, slovenistka, bibliotekarka in bibliografinja
- Iva Jug, rokometašica
- Janez Jug (1947—2011), ekonomist, politik in poslanec
- Janez Jug (*1957), družboslovni informatik, esperantist
- Jerneja Jug Jerše, diplomatka, vodja predstavništva EU v RS
- Jurij Jug (1933—2022), pedagog, andragog, univ. profesor
- Karel Jug (1917—1987), telesnokulturni (športni) delavec in pedagog
- Klement Jug (1898—1924), alpinist, filozof in planinski publicist
- Manuel Jug, predsednik Zveze slovenskih organizacij na avstrijskem Koroškem
- Marjetica Polenčič (r. Jug) (*1944), umetnostna zgodovinarka, TV novinarka, hči Stanka Juga
- Marko Jug, zdravnik travmatolog, direktor UKC Ljubljana (2022/23-)
- Mary Jugg-Molek (Mary Molek) (1909—1982), pesnica, pisateljica in prevajalka v ZDA
- Oskar Jug (1900—1987), gozdar in lesar
- Rihard Jug (1875—1949), zdravnik kirurg - urolog
- Slavko Jug (1934—1997), pesnik, prevajalec, urednik in novinar (pravo ime Slavko Kočevar)
- Stanko Jug (1910—1945), zgodovinar in arhivar v Narodnm muzeju
- Štefan Jug (1944—2025), mednarodni rokometni sodnik in športni delavec (atletika)
- Štefan Jug, violinist
- Tjaša Jug, bibliotekarka, informatičarka
- Tom Jug  (*1970), hokejist
- Tomaž Jug (1841—1927), šolnik in kulturni delavec
- Vlado Jug (*1947), hokejist
- Zora Jugova, umetniško ime Zore Košuta